# Dieriewniszcza
Dieriewniszcza (ros. Деревнища) – wieś w Rosji, w rejonie czerepowieckim obwodu wołogodzkiego. W 2010 liczyła 10 mieszkańców.